# Луї Сен-Лоран
 Луї́ Сен-Лора́н  (фр. Louis Saint-Laurent); 1 лютого 1882, Комптон, Квебек  — 25 липня 1973, в місті Квебек, Квебек) — адвокат і Прем'єр-міністр Канади.

## Політична кар'єра
1942 року Сен-Лоран був обраний до парламенту від Ліберальної партії Канади, міністр юстиції в 1944 році й міністр закордонних справ в 1945 році, представляв Канаду під час конференції Домбартон-Оакс (англ. Dumbarton Oaks Conference) і в Організації Об'єднаних Націй  в Сан-Франциско, коли розробляли Статут Організації Об'єднаних Націй (англ. United Nations Charter).
Після Маккензі Кінг, який пішов у відставку з посади Прем'єр-міністра Канади в 1948 році, Сен-Лоран очолив Ліберальну партію Канади і обійняв посаду прем'єр-міністра Канади. В році 1949 році Ліберали перемогли на федеральних виборах.
Серед вагомих досягнень Сен-Лорана на посаді глави уряду є:
- Підтримка створення НАТО (англ. NATO) у 1949 році.
- 1949 року санкціонував відокремлення з Британської імперії Домініону Ньюфаундленд і Лабрадор (тепер канадських провінцій Ньюфаундленд і Лабрадор).
- Конструював «Шосе Транс-Канади» (англ. Trans-Canada Highway) в 1949 році.
- Підтримував Організацію Об'єднаних Націй під час Корейської війни від 1950 до 1953.
- Конструював «Сан-Лоренць Сі-вай» Канал (англ. Saint Lawrence Seaway) в 1954 році.
- Конструював (1 219 мм в діаметрі) тубопровід природного газу «Транс-Канада трубопровід» (англ. TransCanada pipeline) в 1954 році через Альберту, Саскачеван, Манітобу, Онтаріо і Квебек.
- Дипломатична допомога під час Суецької кризи в 1956 році.
- Створення «Мистецтво Ради Канади» (англ. Canada Council for the Arts)
- Поширення знань про суспільні витрати
- «Зрівнювання рахунків» (англ. Equalization payments) — Система перерозподілу багатства між бідними і багатими провінціями Канади.